# Afrocoelichneumon subflavus
Afrocoelichneumon subflavus là một loài tò vò trong họ Ichneumonidae.